# Друцас, Димитрис
Димитрис Друцас (греч. Δημήτρης Δρούτσας, 5 августа 1968, Никосия, Кипр) — греческий политик, бывший министр иностранных дел Греции.

## Биографические сведения
Димитрис Друцас родился в 1968 году в Никосии, Кипр. В 1994 году он окончил Венский университет, юридический факультет. После получения высшего образования работал в качестве помощника профессора европейского права в Исследовательском центре по европейским делам при Венском университете экономики и бизнеса. В то же время Друцас был юридическим советником министра иностранных дел Австрии Вольфганга Шюсселя с 1998 по 1999 год.
Среди научных достижений Друцаса — труды по европейскому законодательству, международному и европейскому коммерческого праву, внешней и оборонной политике. Они опубликованы в Греции и за рубежом. Свободно владеет немецким, английским, французским и русским языками.
Женат на Фэй Каравити, греческой журналистке.

### Политическая карьера
В 1999 году Димитрис Друцас вернулся в Грецию в качестве специального советника министра иностранных дел Греции Йоргоса Папандреу. Среди важных вопросов, сторонником которых он был: политическое сближение с Турцией, присоединение Кипра к ЕС и решение Кипрской проблемы.
В марте 2004 года он был назначен директором дипломатического Кабинета Президента Всегреческого социалистического движения (ПАСОК) Йоргоса Папандреу. С марта 2008 года он служил в качестве представителя ПАСОК и в мае 2008 года назначен секретарем по вопросам внешней политики и международных отношений.
7 сентября 2010 Димитрис Друцас назначен министром иностранных дел Греции. Одними из первых шагов Друцаса на этой должности были официальные визиты на Ближний Восток, в частности в Иорданию, Израиль и Палестину, Египет и Ливан. 17 июня 2011 в результате перестановки в кабинете министров, Друцас был заменен на посту министра иностранных дел Ставроса Ламбринидиса, с которым он поменялись местами: после этого Друцас является членом Европейского парламента.